# بانزر-4
بانزر-4 (بالألمانية:Panzer IV) دبابة متوسطة ألمانية من إنتاج شركة كروب، طورت في نهاية عقد الثلاثينات من القرن العشرين، وأستخدمت على نطاق واسع من قبل الجيش الألماني حتى نهايةالحرب العالمية الثانية.
جاء تصميم دبابة البانزر-4 كدبابة دعم مشاة ولم يكن ينوى لها في الأصل أن تشتبك مع دروع العدو وهي الوظيفة التي كانت تؤديها دبابة البانزر-3 التي تحمل مدفعا مضادا للدروع، وبالرغم من عيوب عقيدة ما قبل الحرب فقد أصبح محتما أن تتولى البانزر-4 دور دبابة قتال في مواجهة دبابات القتال الروسية تي-34.
دخلت البانزر-4 مرحلة الإنتاج في العام 1936 واستمر إنتاجها حتى عام 1945، وقد بلغ إنتاج البانز-4 بفئاتها المتعددة ما يقارب من 8,800 نسخة وكان الإنتاج قد بلغ ذروته عام 1944 بـ 300 دبابة شهرياً قبل أن يتقلص إلى الشهور الأولى عام 1945 إلى 55 دبابة في الشهر، عدت البانزر-4 أكثر الدبابات الألمانية تصديراً في الحرب العالمية الثانية حيث صدر منها 297 نسخة إلى حلفاء ألمانيا كرومانيا والمجر وفلندا.

## التطوير

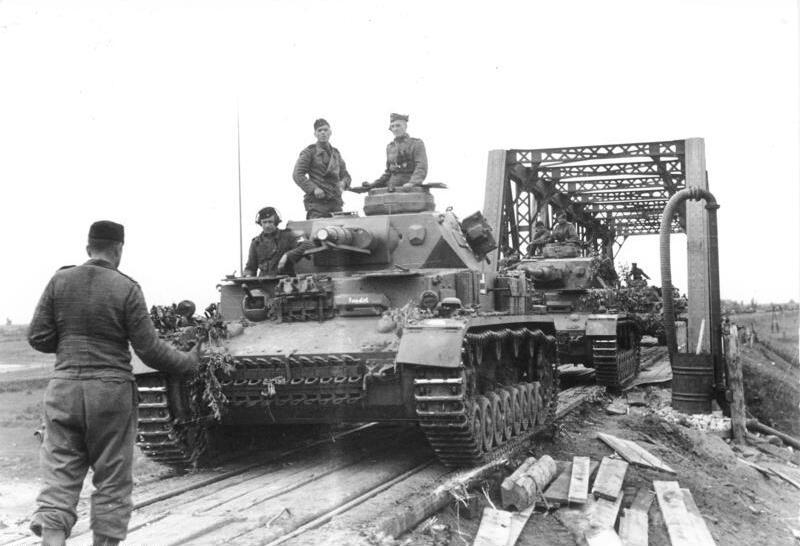
دبابات بانزر-4 في روسيا 1942

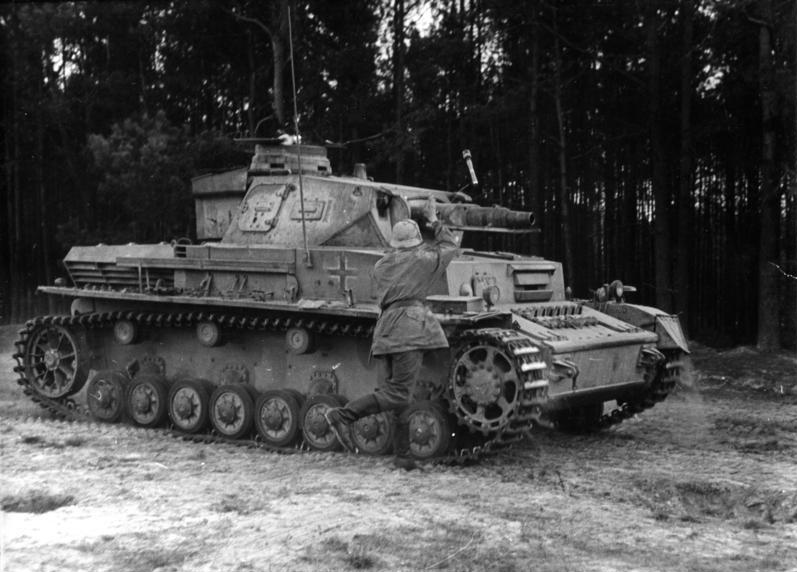
دبابة بانزر-4 عام 1943

صممت البانزر-4 لتكون دبابة دعم لقوات المشاة بحيث تستخدم ضد المدافع المضادة للدروع وضد التحصينات وبحسب الأصل فإن كل كتيبة دبابات في فرق البانزر الألمانية تضم 3 سرايا متوسطة من دبابات البانزر-3 وسرية ثقيلة من دبابات البانزر-4.
في 11 يناير 1934 كتب الجيش الألماني الموصفات المطلوبة «لجرار متوسط» وأرسلها لعدد من الشركات الدفاعية، وقد حمل العقد لأسباب تتعلق بالسرية وإلزامية معاهدة فرساي على ألمانية اسما رمزيا للدبابة هو «جرار متوسط»، غُير الاسم في ما بعد ليصبح «مركبة مرافقة».
كانت الموصفات تتلخص في دبابة مساندة لدبابة بانزر-3 والتي سلحت بمدفع مضاد للدروع عيار 37 مليمتر وتقرر أن تحمل الدبابة الجديدة ماسورة قصيرة من عيار 75 مليمتر هاوتزر كتسليح أساسي، والوزن المخصص حدد بـ 24 طن.
صممت كل من شركة مان وكروب وراينميتال نماذجها للمشروع، اختيرت على إثرها شركة كروب.
صمم الهيكل المعدني بـ 6 عجلات، وتألف الطاقم من خمسة أفراد، تم قبول البانزر-4 في الخدمة وبدأ الإنتاج خلال عام 1936 في مصنع كروب بمدينة ماغديبورغ.

### الدفعة الأولى

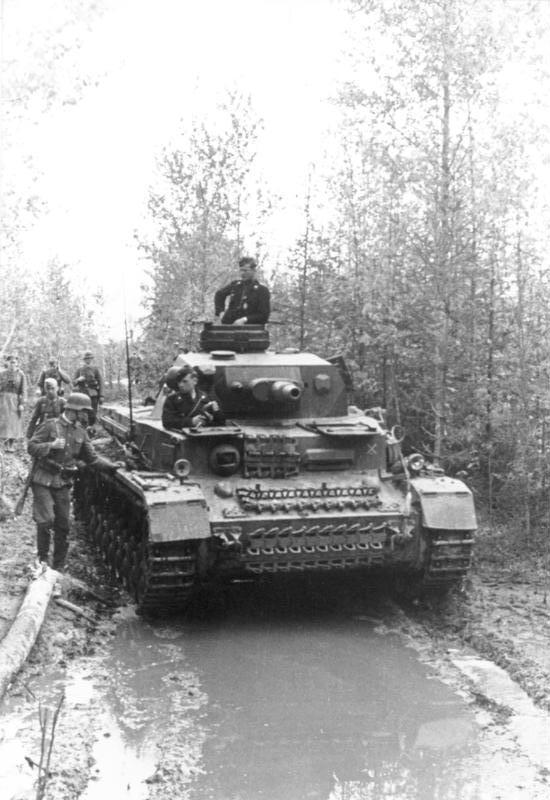
دبابة بانزر-4 في مارس 1942

الدفعة الأولى (بالألمانية: Ausf A) أي «الكمية A» بدأ في تصنيعها في 1936، إجمالي ما انتج منها 35 دبابة، زودت الدفعة الأولى بمحرك مايباخ من نوع HL 108TR يولد قوة تقدر بـ 250 حصان، ناقل الحركة ذو خمسة سرعات أمامية وواحدة خلفية  يحقق المحرك سرعة قصوى بالطريق تصل إلى 31 كيلو متر بالساعة.
التسليح الأساسي هو مدفع عيار 75 مليمترا صمم أساسا لإطلاق القذائف شديدة الانفجار ضد الأهداف المدرعة كما يمكنه إطلاق قذائف خارقة للدروع بسرعة 430 متر بالثانية بدرجة اختراق تصل لـ 43 مليمتر على زاوية 30 درجة وعلى مدى 700 متر.
سماكة الدرع للبانزر-4 لا تتجاوز 14.5 ملم من الفولاذ لمقدمة الدبابة و 20 ملم للبرج، وكان هذا السمك قادرا فقط على منع شظايا المدفعية ونيران الأسلحة الصغيرة، والمقذوفات الخفيفة المضادة للدروع من اختراق درع المركبة.

### الدفعة الثانية

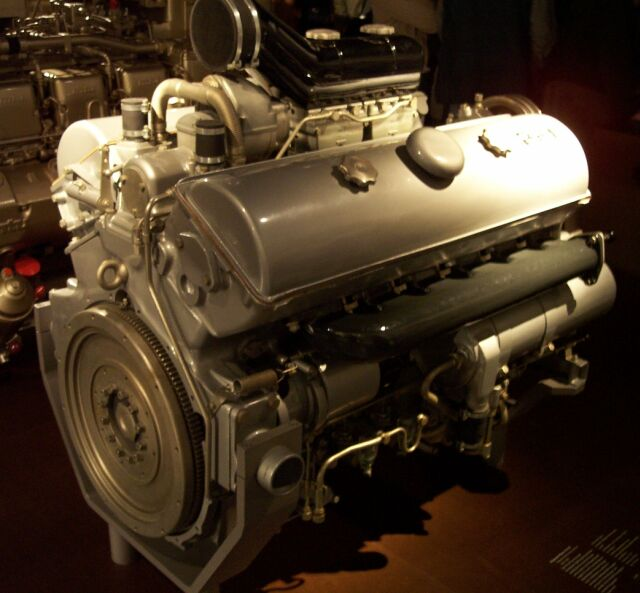
محرك مايباخ HL 120TR ذو الـ 300 حصان

الدفعة الثانية (بالألمانية:Ausf B) بدأ في تصنيع الدفعة الثانية في 1937 وبلغت إجمالي الكمية المصنوعة 42 دبابة، وقد تضمنت تحسينات على المحرك إذ استبدل محركها بمحرك جديد أكثر قوة يولد 300 حصان نوع مايباخ HL 120TR، وناقل حركة جديد بستة سرعات أمامية وواحدة للخلف، السرعة تحسنت بالرغم من زيادة وزنها الذي بلغ 16 طن، السرعة القصوى المحققة تصل إلى 39 كم/س، كما زيد في سماكة الصفيحة العازلة لتصل إلى 30 مليمترا.

### الدفعة الثالثة
الدفعة الثالثة 140 دبابة (بالألمانية:Ausf C) في 1938، وزن الدبابة 18.14 طن

### الدفعة الرابعة
الدفعة الرابعة (بالألمانية:Ausf D) بدأ في صنعها عام 1939 إجمالي الكمية المنتجى 248 دبابة، زيد في سماكة الدرع، دروع الجوانب بلغت سماكتها 20 مليمتر.

### الدفعة الخامسة
الدفعة الخامسة (بالألمانية:Ausf E) دخلت مرحلة الإنتاج في سبتمبر 1940، انتج منها 223 دبابة ما بين سبتمبر 1940 وإبريل 1941.

### الدفعة السادسة

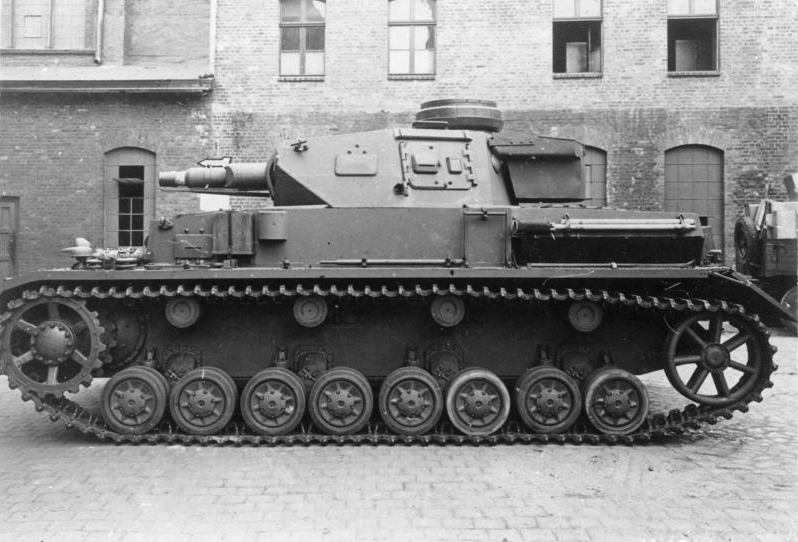
بانزر الدفعة السادسة

الدفعة السادسة (بالألمانية:Ausf F) بدأت مرحلة الإنتاج في أبريل 1941وهي تتميز بدرع صفيحي مفرد للبدن وللبرج بدل الدروع المركبة للنسخ السابقة، كما زيد في الدروع الجانبية، وخلال حملة بارباروسا بروسيا في صيف 1941 أدرك الألمان حاجة دباباتهم إلى مدفع جديد لمواجهة دبابات تي-34 السوفييتية فتم تركيب مدفع من عيار 50 ملم، وقد بلغ إجمالي ما تم إنتاجه من الدفعة السادسة 464 دبابة حتى مارس 1942.

### الدفعة السابعة

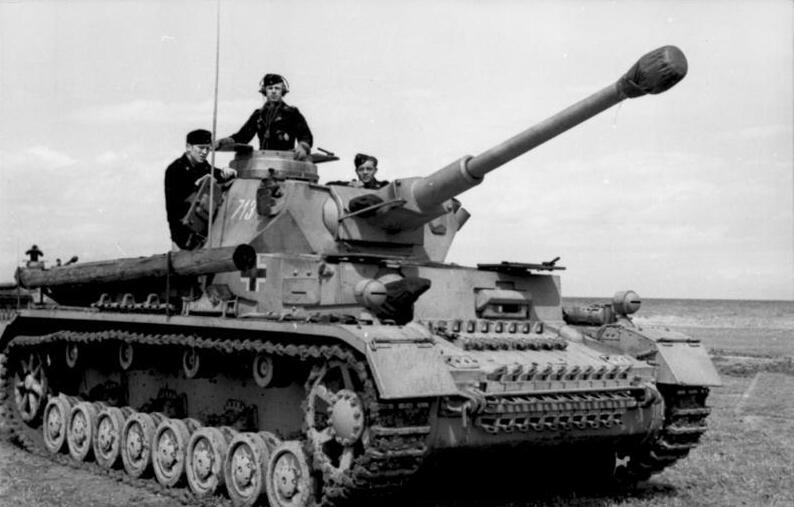
بانزر الدفعة السابعة

الدفعة السابعة (بالألمانية:Ausf G) تم إنتاج الدفعة السابعة ما بين مايو 1942 حتى يونيو 1943 وشملت هذه الدفعة درع محسن زيد في الدروع الجانبية لتصل لـ 30 ملم بدل 20 فيما بلغت سماكة الدرع الأمامي 80 ملم، كما تم تركيب مدفع جديد للبانزر من نوع KwK 40 L/48 من عيار 75 ملم، إجمالي ما إنتاج من هذه الدفعة 1687 دبابة.

### الدفعة الثامنة
الدفعة الثامنة (بالألمانية:Ausf H) تم إنتاج الدفعة الثامنة في عام 1943. حيث تم إضافت الدرع الفراغي، وهو عبارة عن صفيحة حديد بسمك 5 ملم توضع على جوانب الهيكل، وصفيحة أخرى توضع على جوانب البرج بسمك 8 ملم. كما تم إضافت دهان تزمايريت. حيث كانت مهمة هذا الدهان حماية الدبابة من القنابل المغناطيسية، مثل هافتهولادونغ. كان يوضع هذا الدهان على الأسطح العامودية حيث كان يمكن تثبيت هذه القنابل. كما تمت إضافة قواذف قنابل دخان إلى هذه الدفعة. تعتبر هذه الدفعة أفضل دفعة من دبابات بانزر 4، لكنها كانت مكلفة. تم إيقاف إنتاج هذه الدفعة في عام 1944 لصالح الدفعة التاسعة الذي كان إنتاجها سهل وسريع وأقل كلفة.

### الدفعة التاسعة

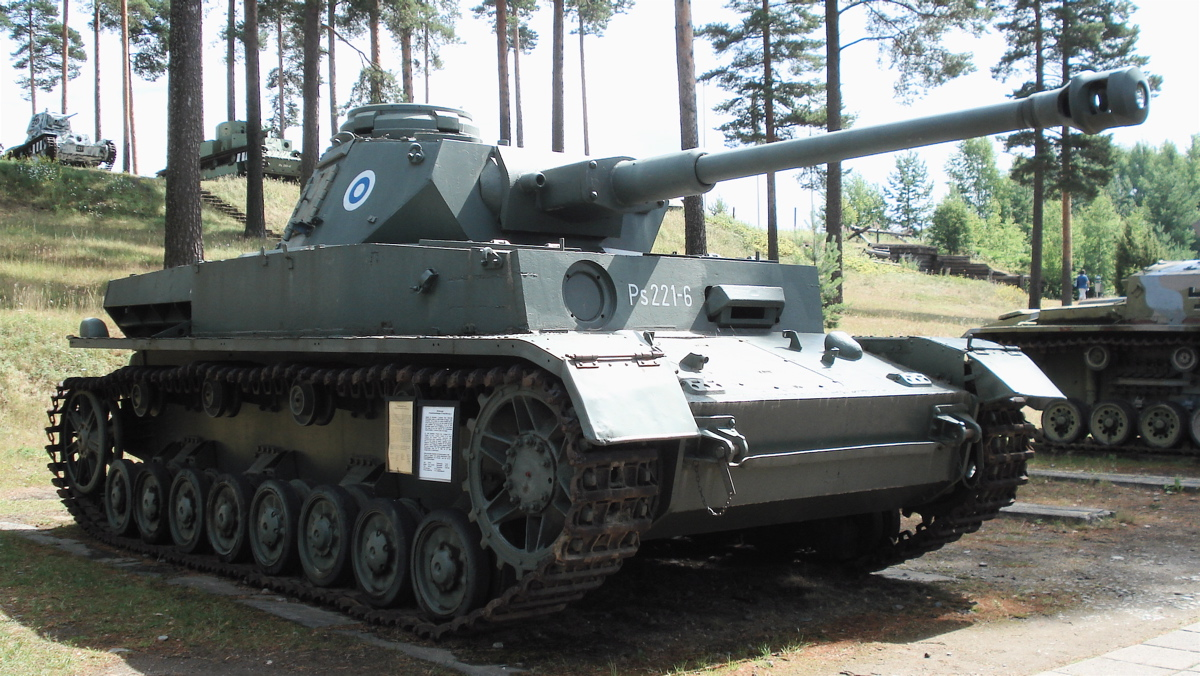
بانزر الدفعة التاسعة

الدفعة التاسعة (بالألمانية:Ausf J) في فئة الإنتاج النهائية، تم إنتاجها بسرعة لتعويض الخسائر الألمانية في الجبهة الشرقية ضد السوفييت، بدأ في إنتاجها في 1944 وإجمالي من انتج منها بلغ 1758، تمت إزالة المولد الكهربائي الذي يحرك البرج من هذه الفئة من أجل إضافة خزان وقود بسعة 200 ليتر فتم زيادة مدى الدبابة ليصل إلى 320 كم لكن البرج سيتم تحريكه يدويا كذلك أزيلت فتحات الرؤية وفتحات إطلاق النار من البرج.

## الإنتاج
كان عدد العمال في مصنع كروب في أوائل 1940 نحو 1,200 عامل، وكانت دبابة البانزر الواحدة تسغرق مدة تجميع تصل لحوالي 2,000 ساعة عمل، أما مجموع ساعات الإنتاج لكامل قطع الدبابة فيصل لحوالي 15,000 ساعة.
سعر دبابة البانزر الواحدة بدون التسليح يبلغ نحو 103,462 رايخ مارك فيما تبلغ المواد الخام اللازمة لصناعة دبابة البانزر-4 -بدون الأسلحة والبصريات والأسلاك- مايلي:
- الحديد: 39,000 كجم
- المطاط: 116 كجم
- الألمنيوم: 238 كجم
- الرصاص: 63 كجم
- النحاس: 195 كجم
- الزنك: 66 كجم
- القصدير: 1.2 كجم

| إنتاج دبابات البانزر-4    |        |        |         |         |         |         |         |         |         |         |
| 0 أرقام الإنتاج السنوي    |        |        |         |         |         |         |         |         |         |         |
| العام                     | 1937   | 1938   | 1939    | 1940    | 1941    | 1942    | 1943    | 1944    | 1945    | المجموع |
| العدد                     | 13     | 102    | 141     | 278     | 481     | 994     | 3014    | 3125    | 375     | 8523    |
| 0 أرقام الإنتاج حسب الفئة |        |        |         |         |         |         |         |         |         |         |
| الدفعة "Ausf"             | Ausf A | Ausf B | Ausf C  | Ausf D  | Ausf E  | Ausf F  | Ausf G  | Ausf H  | Ausf J  |         |
| العام                     | 1937   | 1938   | 1938/39 | 1939/40 | 1940/41 | 1941/42 | 1942/43 | 1943/44 | 1944/45 |         |
| الكمية                    | 35     | 42     | 140     | 229     | 223     | 637     | 1687    | 3774    | 1758    | 8525    |

## التصدير

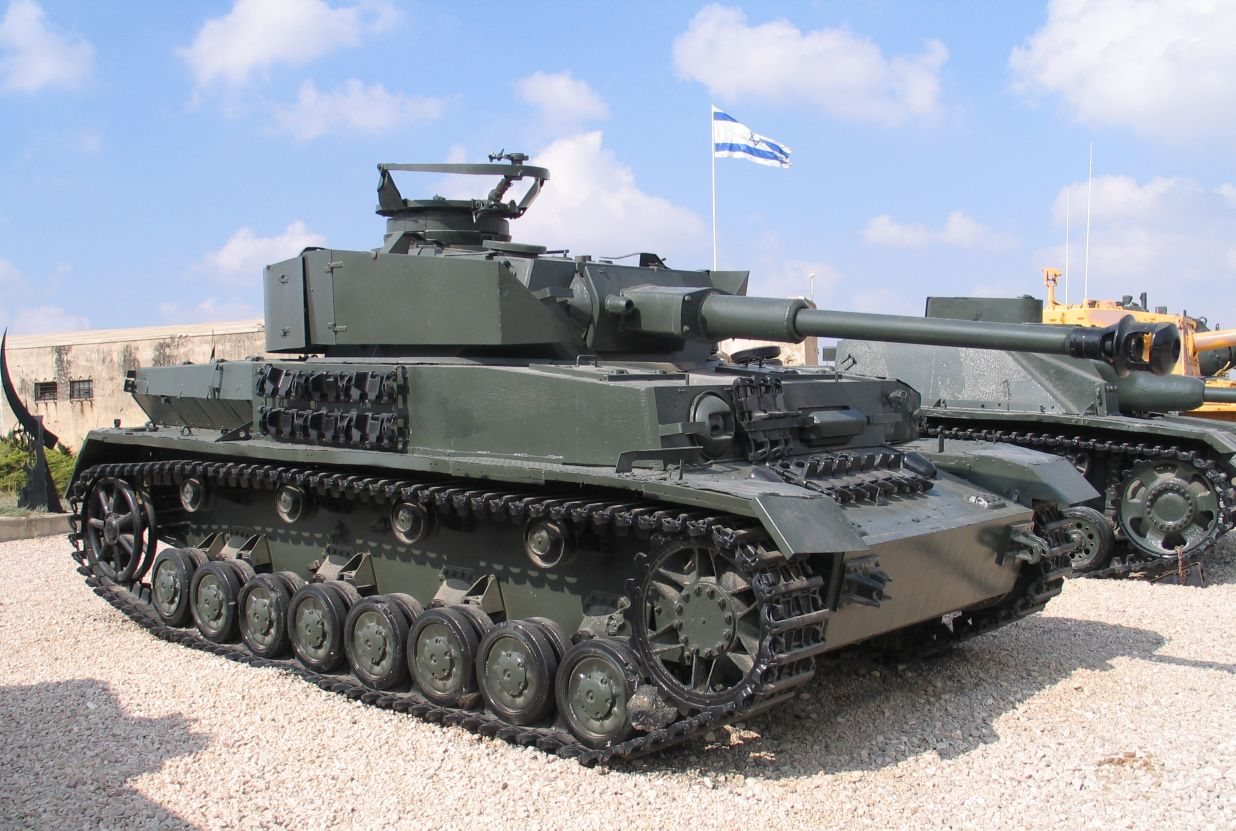
دبابة بانزر-4 سورية في محتف ياد لاشيريون

كانت البانزر-4 أكثر الدبابات الألمانية تصديرا خلال الحرب العالمية الثانية. في 1942 أرسلت ألمانيا 11 دبابة إلى رومانيا و32 دبابة إلى المجر فقد الكثير منهم في الجبهة الشرقية ضد السوفييت ما بين 1942 وبداية 1943. بلغاريا تسلمت 46 دبابة أو 91 دبابة  الحكومة الإسبانية طلبت 100 دبابة بانزر-4 في مارس 1943 لكن 20 دبابة فقط أرسلت في ديسمبر
في 1944 حصلت فنلندا على 20 دبابة بانزر في 1944 وأرسلت إلى المجر 62  أو 72 دبابة بانزر-4، سورية حصلت على عدد من دبابات البانزر-4 من فرنسا وإسبانيا.

## التاريخ القتالي
كانت البانزر-4 الدبابة الألمانية الوحيدة التي بقيت في الإنتاج وفي ساحات المعارك طيلة أعوام الحرب العالمية الثانية، وقد شكلت البانزر-4 30% من قوة الفيرماخت من الدبابات خلال الحرب. العالمية الثانية 

### الجبهة الغربية وشمال أفريقيا (1939–1942)

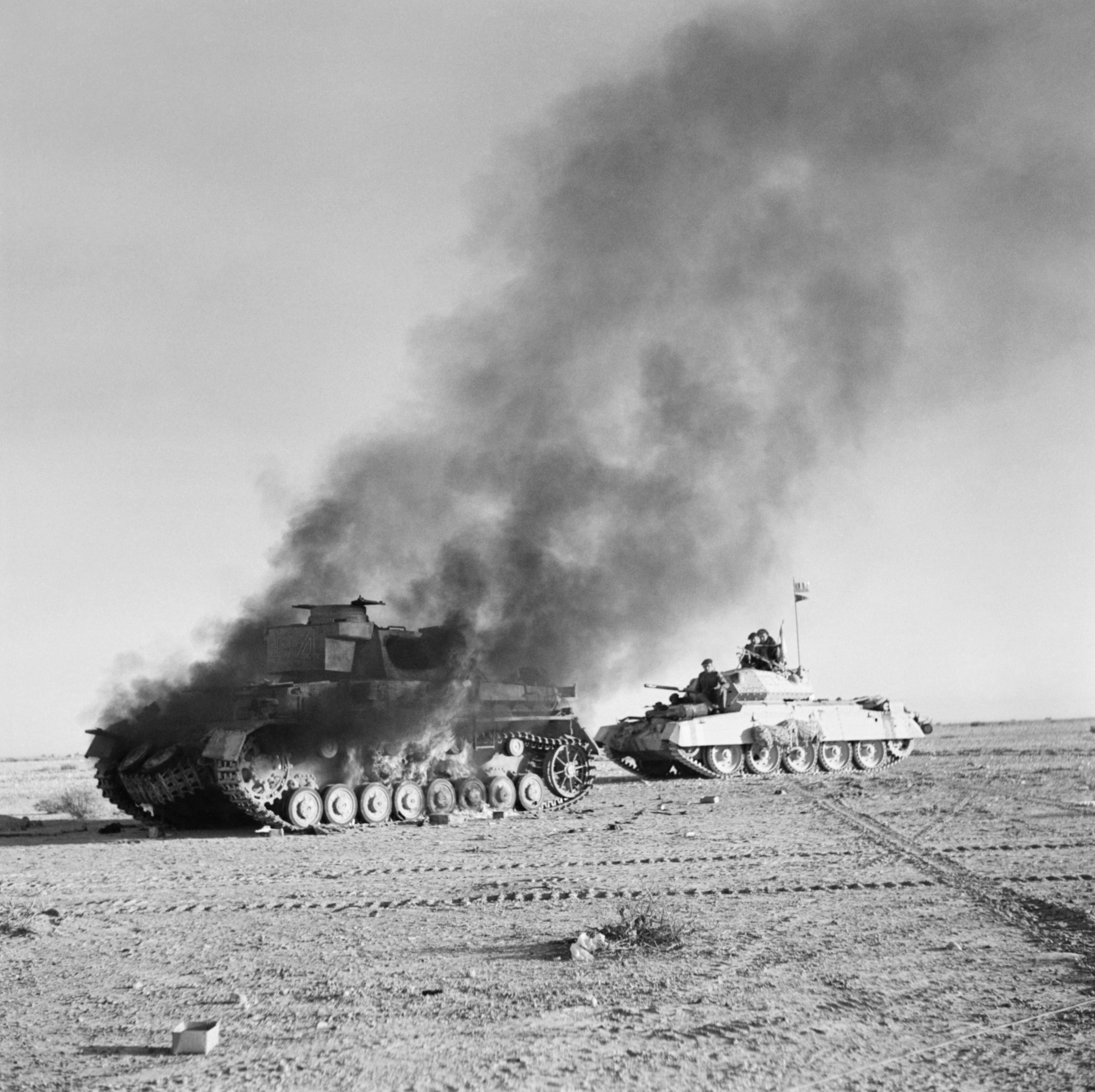
دبابة كروسيدر بريطانية تمر بالقرب من دبابة بانزر-4 مشتعلة خلال عملية الصليبي في شمال أفريقيا

حينما قامت ألمانيا بغزوا بولندا في 1 سبتمبر 1939 كانت الفرق الألمانية تتألف من 1,445 دبابة بانزر-1 و 1,223 بانزر-2 و 98 دبابة بانزر-3 و 211 بانزر-4 الأمر الذي يعني أن الدبابات الأكثر حداثة تشكل أقل من 10% من القوة المدرعة الألمانية.
كانت فرقة البانزر الأولى تحتوي على عدد متساوي تقريبا من طرازات دبابات البانزر، فضمت كل كتيبة من كتائب الفرقة على 17 دبابة بانزر-1 و 18 دبابة بانزر-2 و 28 دبابة بانزر-3 و 14 دبابة بانزر-4. فيما كانت باقي فرق البانزر تضم في غالبتها دبابات البانزر الأقدم إذ احتوت كل كتيبة على 34 دبابة بانزر-1 و 33 دبابة بانزر-2 و 5 دبابات بانزر-3 و 6 دبابات بانزر-4.
وعلى الرغم من أن الجيش البولندي يمتلك أقل من 200 دبابة قادرة على اختراق دروع الدبابات الألمانية الخفيفة، إلا إن المدافع البولندية المضادة للدروع أثبتت تهديدا أكبر، مما عزز من العقيدة الألمانية في قيمة الدعم القريب لدبابات بانزر-4.
وقد ظلت غالبية دبابات الجيش الألماني قبل اجتياح فرنسا في 10 مايو 1940 الأنواع الخفيفة بالرغم مع الإنتاج المتزايد لدبابات بانزر-3 وبانزر-4 المتوسطة، فوفقاً لهاينز جوديريان فقد غزا الجيش الألماني فرنسا بـ 523 دبابة بانزر-1 و 955 بانزر-2 و 349 بانزر-3 و 278 بانزر-4 و، 106 بانزر 35 و 228 بانزر 38.

### الجبهة الغربية (1944–1945)
لم تشارك دبابة بانزر-4 الجبهة الغربية كثيرا

## المستخدمين
- ألمانيا النازية: تم استخدامها من قبل الجيش الألماني وفافن-إس إس.
- الإتحاد السوفييتي: استخدم الاتحاد السوفييتي دبابات بانزر 4 خلال الحرب العالمية الثانية وبعدها حتى 1954 عندما قرر الجيش السوفييتي استعمال التجهيزات السوفيتية فقط.
- فنلندا
- تركيا
- المجر
- سوريا
- رومانيا
- فرنسا
- بلغاريا
- تشيكوسلوفاكيا

## هوامش
1. ↑  Caballero & Molina (2006), p. 5
2. ↑  Perrett (1999), p. 4
3. ↑  Jentz (1997), p. 1
4. ↑  Perrett (1999), p.5
5. ↑  de Mazarrasa (1994), p. 46
6. ↑  Perrett (1999), p. 5; Caballero & Molina (2006), p. 6
7. ↑  Caballero & Molina (2006), p. 6
8. ↑  Perrett (1999), p. 6; Caballero & Molina (2006), p. 7
9. ↑  Caballero & Molina (2006), p. 44
10. ↑  Walter Spielberger: Der Panzerkampfwagen IV und seine Abarten. Motorbuch-Verlag, Stuttgart 1975, ISBN 3-87943-402-6, S. 86 | Anmerkung: Auch hier widerspricht sich Spielberger etwas in seinem Buch Die deutschen Panzerkampfwagen III und IV mit ihren Abarten.، da dort die Produktionszahlen von 1939 nur 45 Stück betragen.
11. ↑  Ausf. A−E: Walter Spielberger: Der Panzerkampfwagen IV und seine Abarten. Motorbuch-Verlag, Stuttgart 1975, ISBN 3-87943-402-6, S. 32

Ausf. F:  Wolfgang Fleischer: Waffen Arsenal Band 33 - Der Panzerkampfwagen IV.، Podzun-Pallas-Verlag, ISBN 3-7909-0764-2, S. 29 u. 33

 Ausf. G, H und J: Riebenstahl/Scheibert: Waffen-Arsenal Band 35 – Kampfpanzer IV (Lang) im Einsatz.، Podzun-Pallas Verlag, ISBN 3-7909-0501-1, S. 9, 31 u. 33

Der Unterschied von zwei Stück ist höchstwahrscheinlich der Einbeziehung von zwei Prototypen (ein Panzer III/IV und einer mit der 5-cm-Kanone) geschuldet.
12. ↑  Caballero & Molina (2006), p. 63
13. ↑  Caballero & Molina (2006), pp. 63–66
14. 1 2  Caballero & Molina (2006), p. 66
15. 1 2 3  Doyle & Jentz (2001), p. 41; Perrett (1999), p. 44, claims Bulgaria received 88 Panzer IVs.
16. ↑  Caballero & Molina (2006), pp. 76–82
17. ↑  McCarthy & Syron (2002), p. 36
18. ↑  Caballero & Molina (2006), p. 4
19. ↑  Perrett (1999), p. 24
20. 1 2  Perrett (1998), p. 37
21. ↑  Perrett (1999), p. 33
22. ↑  Guderian (1996), p. 472